# Armin Kämpf
Armin Willi Kämpf (né le 16 août 1926 à Leipzig, mort le 8 octobre 2007 à Berlin) est un chanteur allemand.

## Biographie
Armin Willi Kämpf est l'enfant unique des marchands Max et Karoline Kämpf. De 1947 à 1949, il étudie le piano et le chant à l'école supérieure de musique et de théâtre Felix Mendelssohn Bartholdy de Leipzig.
Il commence sa carrière de chanteur en 1949 comme soliste du Rundfunk-Tanzorchester Leipzig sous la direction de Kurt Henkels. En 1951, Kämpf quitte la RDA et se rend en Allemagne de l'Ouest. De décembre 1951 à novembre 1952, il travaille comme chanteur et présentateur avec la revue de patinage artistique à Garmisch-Partenkirchen, avec lequel il part également en tournée à travers la Suisse. De 1953 à 1958, il est chanteur et, en raison de son talent athlétique, aussi comme danseur sur glace de Holiday on Ice.
En 1958, il rencontre la chanteuse de schlager Bärbel Wachholz au Berliner Rundfunk ; Kämpf revient en RDA. Il devient l'agent artistique et compagnon constant de Wachholz. Ils se marient le 9 avril 1962 et ont un enfant en 1970. Bärbel Wachholz meurt le 13 novembre 1984 à 46 ans.
Au début des années 1960, Kämpf reprend sa propre carrière de chanteur solo et devient un chanteur populaire de la RDA. Il chante notamment des chansons que Gerd Natschinski compose spécialement pour lui, notamment des duos avec Bärbel Wachholz.
Kämpf écrit les scénarios de revues et programmes pour Wachholz et apparaît avec elle. À la fin des années 1960, il met un terme à sa carrière de chanteur.
De 1969 à 1973, il est directeur général du Lindencorso de Berlin. À partir de la fin des années 1980, Kämpf est agent artistique, ainsi du Salon-Orchester de Leipzig de 1987 à 1989. Après la réunification, il continue à travailler comme agent artistique. En 1990, il amène Caterina Valente et Helmut Zacharias (avec les chefs d'orchestre Jürgen Hermann et Günter Gollasch) pour des concerts à la Volksbühne Berlin.
Après la mort de Wachholz, Kämpf vit seul dans un studio sur la Fischerinsel à Berlin. Armin Kämpf passe les dernières années de sa vie complètement renfermé avec la famille de son fils à Berlin-Marzahn.

## Source de la traduction
- (de) Cet article est partiellement ou en totalité issu de l’article de Wikipédia en allemand intitulé « Armin Kämpf » (voir la liste des auteurs).